# Kostel Panny Marie z Fátimy (Jistebná)
Kostel Panny Marie z Fátimy (polsky: Kościół Matki Bożej Fatimskiej) je historický římskokatolický dřevěný farní kostel v obci Jistebná, gmina Jistebná, okres Těšín, Slezské vojvodství. Kostel se nachází v osadě Stecówka. Je farním kostelem farnosti Panny Marie z Fátimy v Stecówce děkanát Jistebná diecéze bílsko-żywiecká.
Dřevěný kostel je součástí Stezky dřevěné architektury v Slezském vojvodství.

## Historie
Původní stavba horské kaple farnosti Ježíše dobrého pastýře byla postavena v letech 1957–1958 místními tesaři. Vysvěcena byla 12. ledna 1958. V roce 1959 byla přistavěna věž a sakristie. V roce 1981 se stal farním kostelem Panny Marie z Fátimy. V roce 2013 kostel postihl požár. Od roku 2013 do 2016 byla provedena obnova a první mše byla vykonána 27. listopadu 2016.. Od roku 1972 je sídlem nejmenší fary v Beskydech. Fara byla postavena v roce 1983.

## Architektura
Kostel je jednolodní dřevěná roubená stavba postavena na kamenné podezdívce zakončena polygonálním kněžištěm. Střecha je sedlová krytá šindelem. Věž vsazena nad průčelím lodi je zakončena jehlanovou střechou.

## Interiér
Interiér byl vyzdoben díly místních lidových umělců. V hlavním oltáři se nacházel obraz Panny Marie z Fátimy, který namaloval Jan Wałach z Andziołówky. Dřevorytiny křížové cesty a sochu Krista vytvořil Jan Krężelok z Koniakowa. V roce 1999 byly pořízeny varhany. Požár v roce 2013 zničil část vnitřního vybavení. Část liturgických předmětů a tabernákulum se podařilo zachránit. Vitráže vytvořila Teresa Stankiewicz.

## Zajímavosti
- V roce 2011 byla v kostele natáčena scéna svatebního obřadu pro polský film Och, Karol 2.[11]

- V blízkosti kostela stojí dřevěná zvonice, zakončená jehlanovou střechou krytá šindelem.[4]
- Kolem kostela vede  turistická stezka z Jistebné Kubalonky na Beraní horu (Barania Góra)[11]

## Okolí
V Jistebné se nacházejí další sakrální stavby. V osadě Kubalonka je kostel svatého Kříže z roku 1779, v osadě Mlaskawka kostel sv. Józefa z roku 1947 a v osadě Andziołówce votivní kaple rodiny Konarzewských z roku 1922.